# Дара, Габриэле
Габриэ́ле Да́ра (Гаври́л Да́ра) (алб. Gabriele Dara; 8 января 1826, Палаццо-Адриано, Сицилия — 19 ноября 1885, Порто-Эмпедокле, Сицилия) — итальянский прозаик, поэт и политик албанского происхождения. Считается одним из первых писателей албанского национального движения.

## Биография
Семья Дара была одной из первых эмигрировавших из Албании в Италию после смерти Скандербега. 
Родился 8 января 1826 года в Палаццо Адриано (Палермо). 
С раннего возраста обучался латыни и древнегреческому языку. В Палермо учился сначала в греко-албанской семинарии, затем в университете, где получил высшее юридическое образование. Затем степень в области права, работал адвокатом в Агридженто.
С марта 1848 года был одним из редакторов газеты «La Tribune», одним из лидеров политико-литературного кружка.
После объединения Италии занимал различные должности на Сицилии. Служил в качестве первого советника префектуры Палермо, с 1867 по 1869 год был губернатором Трапани.
С 1871 по 1874 год — редактор либерального политического журнала «Реформа» (итал. La Riforma).
Умер 19 ноября 1885 года в Порто-Эмпедокле.

## Творчество

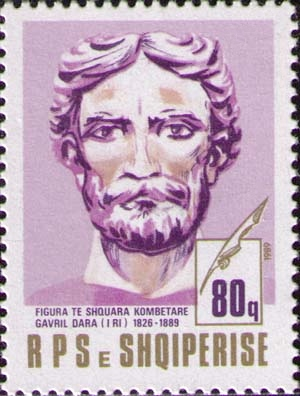
Габриэле Дара на почтовой марке Албании. 1989 г.

Дебютировал со стихами на итальянском языке. Самая известная работа Г. Дара — «Kënka e sprasme e Balës» (Последняя песня Бала) изначально написана на албанском языке, а затем переведена на итальянский язык. 
Это эпическая романтическая баллада из четырех частей, содержащая девять песен о приключениях двух албанских народных героев, которые жили во время Лежской лиги, периода борьбы против турецких завоевателей. Баллада была впервые опубликована в 1887 году после смерти автора.